# Cochranella erminea
Cochranella erminea é uma espécie de anfíbio anuro da família Centrolenidae. Está presente no Peru. Não foi ainda avaliada pela UICN.